# Christoffer Forsberg
Christoffer Forsberg (8 de enero de 1991) es un jinete sueco que compite en la modalidad de concurso completo. Ganó una medalla de bronce en el Campeonato Europeo de Concurso Completo de 2021, en la prueba por equipos.

## Palmarés internacional
| Campeonato Europeo | Campeonato Europeo | Campeonato Europeo | Campeonato Europeo |
| Año                | Lugar              | Medalla            | Categoría          |
| ------------------ | ------------------ | ------------------ | ------------------ |
| 2021               | Avenches (Suiza)   | Medalla de bronce  | Por equipos        |